# خواهران ماکیئوکا

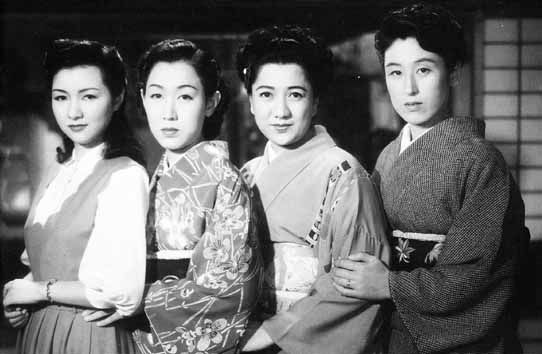
خواهران ماکیئوکا

خواهران ماکیئوکا (به ژاپنی: 細雪, Sasameyuki)، ساسامه‌یوکی، "برف سبک") رمانی از نویسنده ژاپنی جون‌ایچیرو تانیزاکی است که از سال ۱۹۴۳ تا ۱۹۴۸ سریال‌سازی شده‌است. این رمان زندگی خانواده ثروتمند ماکیئوکا در اوساکا را از پاییز ۱۹۳۶ تا آوریل ۱۹۴۱ در دوره شووا، با تمرکز بر تلاش خانواده برای یافتن شوهر برای خواهر سوم، یوکیکو دنبال می‌کند. این رمان افول زندگی در طبقه متوسط بالا در حومه شهر، را به تصویر می‌کشد، زیرا شبح جنگ جهانی دوم و اشغال ژاپن بر رمان سایه انداخته‌است.

## داستان
عنوان رمان ساسامه‌یوکی، به معنای برف سبک است و در شعر کلاسیک ژاپن نیز مورد استفاده قرار می‌گیرد. عنوان رمان ریزش شکوفه‌های گیلاس در اوایل بهار را نشان می‌دهد- تعدادی از شاعران اعتراف می‌کنند که شکوفه‌های گیلاس را با برف اشتباه گرفته‌اند. شکوفه‌های گیلاس در حال سقوط، نماد رایج ناپایداری، یک موضوع رایج در رمان است. «یوکی» (雪، برف) در ساسامه‌یوکی همان «یوکی» در نام «یوکیکو» است، که نشان می‌دهد وی شخصیت اصلی رمان است. این تفاوت‌های ظریف به انگلیسی ترجمه نمی‌شود.